# Todesopfer an der Berliner Mauer

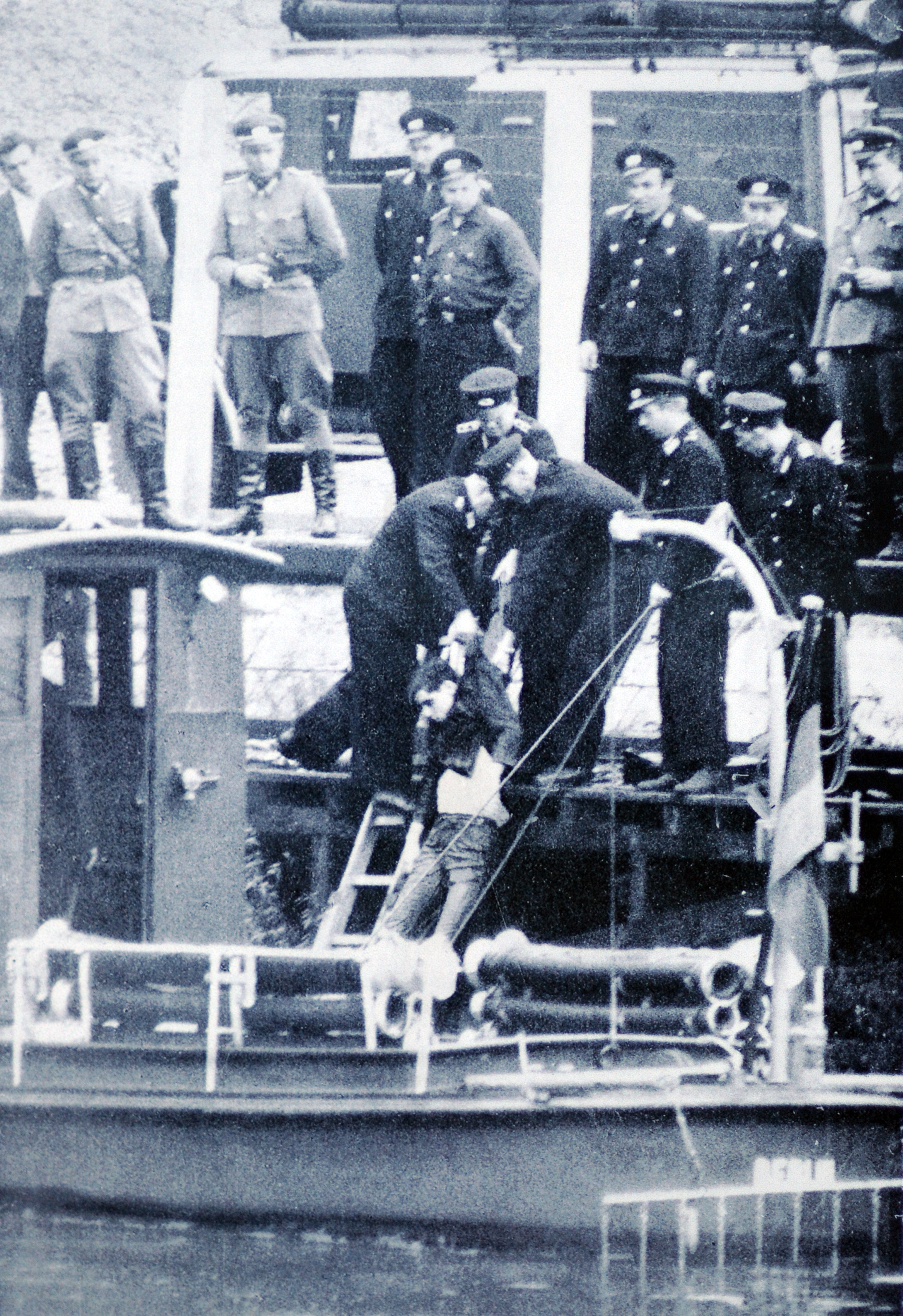
Bergung des erschossenen Günter Litfin aus dem Becken des Humboldthafens am 24. August 1961

Als Todesopfer an der Berliner Mauer (auch Maueropfer oder Mauertote) werden Personen bezeichnet, die zwischen dem 13. August 1961 und dem 9. November 1989 bei der Flucht aus der DDR an der Berliner Mauer infolge der Anwendung des Schießbefehls durch Soldaten der DDR-Grenztruppen oder durch Unfälle ums Leben kamen.
Über die Anzahl der Todesopfer gibt es unterschiedliche Angaben. Nach Erkenntnissen des staatlich geförderten Forschungsprojekts des Zentrums für Zeithistorische Forschung (ZZF) und der Stiftung Berliner Mauer gab es mindestens 140 Maueropfer, darunter 101 DDR-Flüchtlinge, 30 Personen aus Ost und West, die ohne Fluchtabsicht verunglückten oder erschossen wurden, und 8 im Dienst getötete Grenzsoldaten. Nicht zu den eigentlichen Maueropfern zählt das ZZF die Menschen, die bei oder nach den Grenzkontrollen eines natürlichen Todes – hauptsächlich durch Herzinfarkt – starben. Mindestens 251 solcher Fälle sind bekannt. Die Arbeitsgemeinschaft 13. August, Betreiberin des Mauermuseums am Checkpoint Charlie, ging 2009 von 245 Maueropfern und 38 natürlichen Sterbefällen aus.
Das Ministerium für Staatssicherheit (MfS) ermittelte die Umstände der Vorfälle und kontrollierte, sofern möglich, den Umgang mit Toten und Verletzten. Gegenüber den Angehörigen und der Öffentlichkeit versuchte das MfS, die wahren Umstände der Vorfälle zu vertuschen. Urkunden wurden gefälscht, falsche Meldungen an die Presse gegeben und Spuren verwischt. Die Vorfälle fanden nach der Wende zum Teil eine juristische Aufarbeitung in den Politbüro- und Mauerschützenprozessen gegen ausführende Grenzsoldaten und deren militärische sowie politische Vorgesetzte. Es kam zu 131 Verfahren gegen 277 Personen, die etwa zur Hälfte mit Verurteilungen endeten.

## Geschichte

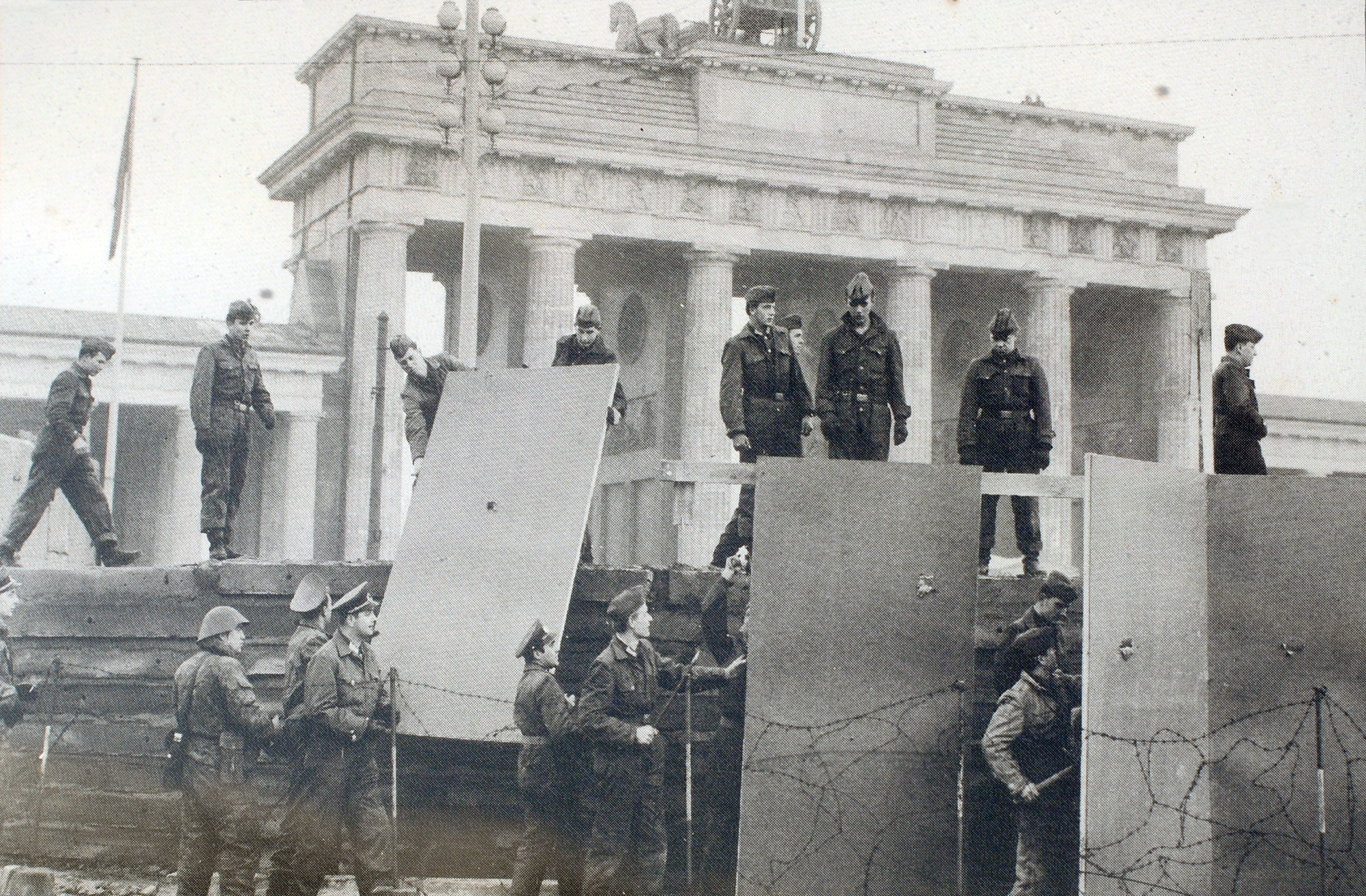
Die Sektorengrenze wurde von der DDR immer weiter ausgebaut

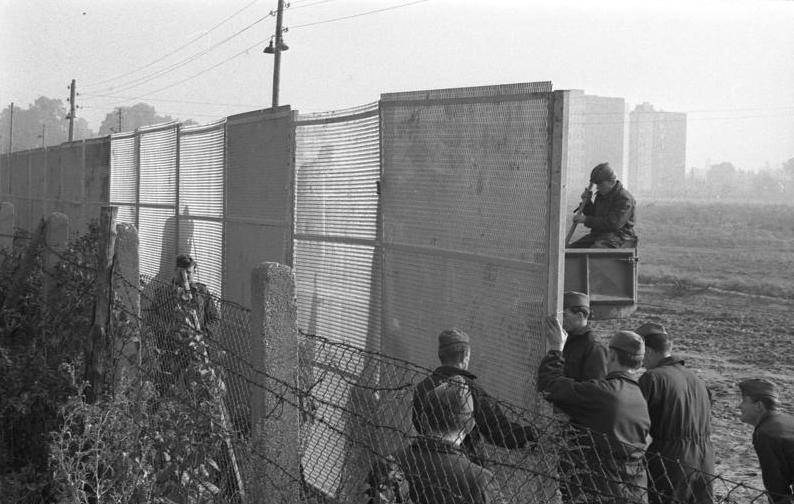
Auch der Außenring um West-Berlin wurde weiter ausgebaut

Berlin war nach dem Zweiten Weltkrieg in vier Sektoren unter der Kontrolle der alliierten Staaten USA, Sowjetunion, Großbritannien und Frankreich unterteilt. Nach der kontinuierlichen Abriegelung der innerdeutschen Grenze zwischen der DDR und der Bundesrepublik ab 1952 verblieben die Sektorengrenzen in Berlin als ein weitgehend offener Weg aus der DDR. Der Außenring um West-Berlin, die Grenze zwischen West-Berlin und der DDR, war ebenfalls ab 1952 abgeriegelt. In der Nacht vom 12. auf den 13. August 1961 riegelten die Nationale Volksarmee (NVA), die Deutsche Grenzpolizei, die Volkspolizei und die Betriebskampfgruppen alle Wege zwischen dem sowjetischen Sektor und den drei West-Sektoren ab. Es begann der Bau der Grenzsicherungsanlagen.
Die Grenzbefestigung bestand in den Anfangsjahren im Innenstadtbereich meist aus einer gemauerten Wand mit einer Stacheldrahtkrone. Als Baumaterialien dienten Ziegelsteine und Betonplatten. Weitere Stacheldrahthindernisse waren als Abgrenzung nach Osten zusätzlich zu einer Hinterlandmauer ausgelegt. An einigen Stellen, wie in der Bernauer Straße, bildeten Häuser, deren Türen und Fenster zugemauert waren, den Grenzverlauf. Die Häuser standen auf Ost-Berliner Gebiet, der Gehweg gehörte zu West-Berlin. Die Sicherungsanlagen des Außenrings um West-Berlin bestanden vielerorts aus Metallzäunen und Stacheldrahtbarrieren. Der technisch weiterentwickelte Ausbau fand erst später statt. Mit dem Ausbau der Mauer mit L-förmigen Betonsegmenten, wie sie beim Mauerfall stand, wurde erst 1975 begonnen.
Die Geschichte der Todesopfer an der Berliner Mauer begann nach der Recherche des ZZF neun Tage nach Beginn des Mauerbaus mit dem Tod von Ida Siekmann. Sie starb an Verletzungen, die sie sich beim Sprung aus dem Fenster ihrer Wohnung in der Bernauer Straße auf den in West-Berlin liegenden Gehweg zugezogen hatte. Zwei Tage später kam es zum ersten Mauertoten durch Waffengewalt, als Transportpolizisten Günter Litfin an der Humboldthafenbrücke erschossen. Fünf Tage danach wurde Roland Hoff erschossen. In den folgenden Jahren starben immer wieder Menschen bei dem Versuch aus der DDR zu fliehen. Einige Fälle, wie der Tod von Peter Fechter, gelangten in den Mittelpunkt der öffentlichen Aufmerksamkeit, andere blieben bis nach der deutschen Wiedervereinigung unentdeckt.
| Zeitraum | Flüchtlinge | Sperrbrecher |
| --- | ----------- | ------------ |
| 1961–1970 | 105.533     | 29.612       |
| 1971–1980 | 39.197      | 8.240        |
| 1981–1988 | 33.452      | 2.249        |
| Anmerkung: Die Angaben beziehen sich auf sämtliche Fluchtwege aus der DDR, nicht nur aus Ost-Berlin. Ohne Übersiedler. |             |              |

Etwa die Hälfte aller Maueropfer starb in den ersten fünf Jahren nach Abriegelung der Sektorengrenze. In den Anfangsjahren der Mauer lag sowohl die Anzahl aller Fluchten als auch jener durch Überwindung der Grenzanlagen der DDR wesentlich höher als in den folgenden Jahrzehnten. Dies führte zu einer höheren Anzahl von Toten an der innerdeutschen Grenze und der Berliner Mauer. Von anfänglich zwischen 8500 und 2300 Personen, welche direkt über die Grenzanlagen flohen („Sperrbrecher“), sank die Anzahl ab Ende der 1970er-Jahre auf etwa 300 Personen pro Jahr. Mit dem gestiegenen technischen Ausbau der Mauer verlor dieser Fluchtweg an Bedeutung. Andere Wege zum Verlassen der DDR, z. B. über die sozialistischen Nachbarländer, mit gefälschten Pässen oder versteckt in Fahrzeugen, wurden häufiger genutzt.
In den meisten Fällen gaben Angehörige der Grenztruppen der DDR (bis September 1961 Deutsche Grenzpolizei) die tödlichen Schüsse ab, seltener waren Transportpolizisten, Volkspolizisten oder Soldaten der NVA beteiligt. Peter Kreitlow († Januar 1963) war der einzige, der von sowjetischen Soldaten (die in der DDR normalerweise nicht im Grenzschutz eingesetzt waren) erschossen wurde. Sie hatten die Fluchtgruppe um Kreitlow in einem Wald zwei Kilometer vor der Grenze aufgespürt und schossen auf sie.
Der größte Teil der Mauertoten waren Menschen aus Ost-Berlin und aus der DDR, die – oft spontan und teils nach Alkoholkonsum – einen Fluchtversuch unternommen hatten. Laut Untersuchung des ZZF waren dies 98 Fälle. Hinzu kamen West-Berliner, darunter mehrere Kinder, sowie mehrere Bundesbürger und ein Österreicher. Im Umfeld der Fluchttunnel wurden im März 1962 die beiden Fluchthelfer Heinz Jercha und Siegfried Noffke und zwei Grenzsoldaten erschossen. Der Fluchthelfer Dieter Wohlfahrt starb 1961 an den Folgen einer Schussverletzung, die er erlitten hatte, als er ein Loch in den Grenzzaun schnitt. Weitere Westdeutsche starben, nachdem sie – teils unabsichtlich, verwirrt oder angetrunken – in den Grenzbereich oder die Grenzgewässer gelangt waren, wie Hermann Döbler und Paul Stretz, oder auch die Mauerspringer Dieter Beilig und Johannes Muschol.
Mindestens acht Angehörige der Grenztruppen wurden von Flüchtlingen, Fluchthelfern, Fahnenflüchtigen, West-Berliner Polizisten oder auch versehentlich von eigenen Kameraden (Eigenbeschuss) erschossen. Die Todesopfer waren mehrheitlich männlich und unter 30 Jahren alt. Zu Tode kamen mindestens 13 Kinder und Jugendliche unter 18 Jahren.
Das jüngste Todesopfer war der 15 Monate alte Holger H.; er erstickte 1973 bei der Flucht seiner Eltern im Auto. Das älteste Opfer war die 80-jährige Olga Segler, die sich 1961 bei einem Sprung aus ihrer Wohnung an der Bernauer Straße tödlich verletzte. Der letzte Tote war Winfried Freudenberg, dem am 8. März 1989 zunächst die Flucht mit einem Gasballon gelang, der aber über West-Berlin abstürzte und tödlich verunglückte. Chris Gueffroy, der Anfang Februar 1989 starb, war das letzte durch Schusswaffengebrauch getötete Maueropfer. Neben den bekannten Opfern gibt es mehrere unbekannte Tote, über deren Todesumstände keine Erkenntnisse vorliegen.
Laut Untersuchungen des ZZF starben mindestens 251 Menschen bei Grenzkontrollen in Berlin eines natürlichen Todes. Dies betraf alleine am Grenzübergang im Bahnhof Friedrichstraße 227 Menschen. Herzinfarkte waren dabei die häufigste Todesursache. Die Grenzkontrollen, auch im Transitverkehr durch die DDR, verursachten bei vielen Reisenden Stress, der durch die martialischen Sperranlagen und das strenge, unfreundliche Auftreten der Passkontrolleinheiten hervorgerufen wurde. Viele Reisende fühlten sich schikaniert, wenn sie unverhältnismäßig lange warten mussten oder wegen kleiner Vergehen länger verhört wurden. Nur wenige dieser Fälle wurden öffentlich bekannt. Wegen der Geheimhaltung in der DDR galt dies insbesondere für verstorbene DDR-Bürger.

### Vorgehen der staatlichen Organe der DDR
Die Grenzsoldaten der DDR waren beauftragt, „ungesetzliche Grenzübertritte“ mit allen Mitteln zu verhindern. Ihnen wurde dazu der ab 1960 geltende Schießbefehl erteilt, der jahrzehntelang vor Gericht bestritten, erst 1982 formell in ein Gesetz gefasst wurde und bis 1989 mehrfach verändert in Kraft blieb. Nach einer Schussabgabe, einer Verhaftung oder einem Todesfall übernahm das MfS die Ermittlungen und entschied über das weitere Vorgehen. Aus den Analysen der Vorfälle leitete das MfS Handlungsanweisungen für die Grenzsoldaten ab. Anfangs blieben verwundete oder erschossene Flüchtlinge bis zum Abtransport offen liegen, sodass sie auch von West-Berlinern und der westlichen Presse gesehen werden konnten. Nach den Reaktionen auf den öffentlichen Tod Peter Fechters bekamen die Grenzer die Anweisung, Tote oder Verletzte möglichst schnell aus dem Sichtfeld West-Berlins zu entfernen. Negative Berichterstattung sollte vermieden werden. Häufig zogen die Grenzer Personen deswegen in den Pkw-Sperrgraben der Grenzsicherungsanlage. Teilweise wurde mit dem Abtransport bis Anbruch der Dunkelheit gewartet.
Die Grenztruppen mussten verletzte Personen in das Krankenhaus der Volkspolizei in Berlin-Mitte oder in das Armeelazarett Potsdam-Drewitz bringen. Während des Transports gab es keine medizinische Betreuung. Um kein Aufsehen zu erregen, nutzten die Grenzsoldaten für den Transport meist keine Krankenwagen, sondern Lkws oder Trabant-Kübelwagen. Bei der Ankunft in einem der Institute übernahm die MfS-Abteilung Linie IX oder in Ausnahmefällen die Hauptabteilung IX den Vorgang. Verletzte blieben in den Krankenhäusern unter Bewachung des MfS. Sie sollten baldmöglichst in eines der Untersuchungsgefängnisse des MfS verlegt werden. Für Leichen war das Gerichtsmedizinische Institut der Charité oder die Militärmedizinische Akademie Bad Saarow zuständig. An diesen Orten war die Geheimhaltung der Vorfälle einfacher als in anderen Einrichtungen.
Über Tote verfügte das MfS völlig. Es erledigte alle Formalitäten unter konspirativen Bedingungen bis hin zur Verbrennung der Leichen im Krematorium Berlin-Baumschulenweg. Um die Todesumstände zu verschleiern, fälschte das MfS Sterbeurkunden und andere Dokumente, betrieb eine „Legendierung“. Berichte über Todesfälle mussten sowohl dem Minister für Staatssicherheit als auch dem Vorsitzenden des Nationalen Verteidigungsrats der DDR vorgelegt werden. Die weiteren Ermittlungen führte ebenfalls das MfS. Im Mittelpunkt des Interesses stand nicht die Spurensicherung, sondern die Verheimlichung der Vorkommnisse gegenüber der Öffentlichkeit, insbesondere der westlichen. Die beteiligten Grenzsoldaten sowie eventuelle Begleiter von erschossenen oder verletzten Personen wurden vernommen und die Angehörigen kontaktiert. Gegenüber Letzteren verschleierte das MfS oft die genauen Todesumstände, verpflichtete sie zum Stillschweigen, verwehrte ihnen einen persönlichen Abschied von den Toten und verbot die Ausrichtung von Trauerfeiern. Bei der Beisetzung der Urne durfte – wenn überhaupt – nur der engste Familienkreis unter Bewachung anwesend sein. Manche Familien erfuhren erst nach der Wiedervereinigung vom Schicksal ihrer Verwandten. Bei einigen Toten ist der Verbleib der Leiche bis heute ungeklärt.

„Die politische Sensibilität der Staatsgrenze zu Berlin (West) machte die Verschleierung des Vorkommnisses notwendig. Es mußte verhindert werden, daß Gerüchte über das Vorkommnis in Umlauf geraten bzw. daß Informationen dazu nach Westberlin oder BRD abfließen.“

Das MfS überprüfte und bewertete das Vorgehen der Grenzsoldaten. Insbesondere das taktische Vorgehen war von Interesse, mit der Absicht, eventuelle Schwachstellen zu entdecken. Auch die Grenztruppen selbst führten Untersuchungen durch. Nach einer verhinderten Flucht wurden die ausführenden Soldaten meist noch an Ort und Stelle befördert, bekamen Sonderurlaub, Geldprämien oder Ehrungen wie das Leistungsabzeichen der Grenztruppen oder die Medaille für vorbildlichen Grenzdienst. In den Untersuchungsberichten wurden taktische Fehler oder ein erhöhter Munitionsverbrauch gerügt. Berichte der Grenztruppen versuchten das Verhalten als möglichst fehlerfrei darzustellen.
Für seine Handlungen benötigte das MfS das Mitwirken von Ärzten, Krankenschwestern, Volkspolizisten, Staatsanwälten, Verwaltungs- und Standesbeamten. Auch nach der Wende sagten diese Personengruppen größtenteils nichts über ihre eigenen Verwicklungen in die Verschleierung der Todesumstände aus.

### Reaktionen aus West-Berlin und der Bundesrepublik
In West-Berlin bekannte Todesfälle lösten Proteste in der dortigen Bevölkerung aus. Senatsmitglieder suchten die Tatorte auf und sprachen zu Presse und Bevölkerung. Verschiedene Gruppen und Einzelpersonen organisierten Protestaktionen gegen die Mauer und die Schüsse. Als Peter Fechter vor den Augen vieler Menschen hilflos verblutete, kam es zu spontanen Massendemonstrationen, die in der folgenden Nacht in Ausschreitungen mündeten. „Mörder, Mörder!“ riefen die Demonstranten. West-Berliner Polizisten und US-Soldaten schützten die Mauer vor einer Erstürmung. Demonstranten bewarfen Busse, die sowjetische Soldaten zur Bewachung des Sowjetischen Ehrenmals im Tiergarten brachten, mit Steinen. Der Vorfall führte auch zu antiamerikanischen Protesten, die Willy Brandt verurteilte. In der Folgezeit wurden vereinzelt Lautsprecherwagen an der Mauer aufgestellt, aus denen die Grenzsoldaten der DDR aufgefordert wurden, nicht auf Flüchtlinge zu schießen, und vor möglichen Konsequenzen gewarnt wurden. Bundesdeutsche Gruppen reichten wegen der Schüsse Beschwerde bei der UN-Menschenrechtskommission ein. Das überparteiliche Kuratorium Unteilbares Deutschland verkaufte bundesweit Protestplakate und Anstecknadeln gegen das Grenzregime und seine Folgen.
Die Ordnungsbehörden West-Berlins gaben Flüchtenden anfangs Feuerschutz, wenn diese von Grenzsoldaten der DDR beschossen wurden. Dabei kam es zu mindestens einem tödlichen Vorfall, als der Grenzsoldat Peter Göring am 23. Mai 1962 durch Schüsse eines West-Berliner Polizisten getötet wurde. Die Staatsanwaltschaft Berlins bewertete dies erst 1991 als Nothilfe und Notwehr, da der Polizist angab, sein Leben bedroht gesehen zu haben. West-Berliner Rettungskräfte konnten in vielen Fällen nicht zu den verletzten Personen vordringen, weil sich diese auf dem Staatsgebiet der DDR oder in Ost-Berlin befanden. Es gab keine Genehmigung, dieses Territorium zu betreten, sodass für die Rettungskräfte Lebensgefahr bestanden hätte. Die vier Kinder Çetin Mert, Cengaver Katrancı, Siegfried Kroboth und Giuseppe Savoca, die zwischen 1972 und 1975 am Gröbenufer der Spree ins Wasser fielen, konnten nicht gerettet werden, obwohl West-Berliner Rettungskräfte schnell vor Ort waren.
Im April 1983 verstarb der Transitreisende Rudolf Burkert während eines Verhörs am Grenzübergang Drewitz an einem Herzinfarkt. Eine spätere Obduktion in der Bundesrepublik stellte auch äußere Verletzungen fest, sodass Gewalteinwirkung nicht ausgeschlossen werden konnte. Dies führte neben negativen Presseberichten auch zur Intervention durch Helmut Kohl und Franz Josef Strauß. Für anstehende Staatskredite wurde der DDR die Bedingung aufgelegt, die Grenzkontrollen menschenwürdig durchzuführen. Zwei weitere Todesfälle West-Deutscher im Transitverkehr kurz nach dem Tod Burkerts lösten Demonstrationen gegen das DDR-Regime und eine breite Mediendiskussion aus. In der Folgezeit nahm die Kontrolltätigkeit im Transitverkehr ab.

### Reaktionen der West-Alliierten
Nach bekannten Todesfällen protestierten die Westmächte bei der sowjetischen Regierung in Moskau. Auf Hilfegesuche reagierten die West-Alliierten in vielen ihnen bekannten Fällen nicht. Im Fall Peter Fechters gaben US-Soldaten vor Ort an, nicht in den Grenzbereich zu dürfen, obwohl ihnen dies in Uniform gestattet war. Generalmajor Albert Watson, damals amerikanischer Stadtkommandant, kontaktierte seine Vorgesetzten im Weißen Haus, ohne eine eindeutige Antwort zu bekommen. Watson sagte: „Dies ist ein Fall, für den ich keine Dienstvorschrift habe.“ Der US-Präsident John F. Kennedy war über den Vorfall beunruhigt und ließ dem US-Stadtkommandanten über seinen Sicherheitsberater McGeorge Bundy ausrichten, er solle einen weiteren Vorfall der Art verhindern. Bundy, der für einen ohnehin geplanten Besuch 1962 in Berlin war, teilte Willy Brandt mit, dass der Präsident Brandts Anstrengungen unterstütze. Kennedy machte Brandt und Adenauer jedoch klar, dass die Unterstützung der Vereinigten Staaten an der Berliner Mauer endete und es keine Anstrengungen zur Beseitigung der Mauer geben würde.
Zehn Tage nach dem Tod Fechters kontaktierte Konrad Adenauer den französischen Staatspräsidenten Charles de Gaulle, um über ihn einen Brief an Nikita Chruschtschow zu senden. De Gaulle sagte seine Unterstützung zu. Die Stadtkommandanten der vier Sektoren kamen unter Beteiligung Willy Brandts zu der Vereinbarung, dass Militärkrankenwagen der West-Alliierten verletzte Personen aus dem Grenzbereich holen durften, um sie in ein Ost-Berliner Krankenhaus zu bringen.

### Feuerschutz aus West-Berlin für beschossene Flüchtlinge
Wenn die Schüsse der DDR-Grenzsoldaten auf Flüchtlinge West-Berliner Polizisten, Feuerwehrleute, Anwohner und Zuschauer gefährdeten bzw. wenn diese auf West-Berliner Gebiet einschlugen, erwiderten West-Berliner Polizisten und in einem Fall Besatzungssoldaten das Feuer. In mehreren Fällen gelang eine Flucht im Feuerschutz aus West-Berlin.
- Das erste Mal beantwortete die West-Berliner Polizei am 4. Oktober 1961 das Feuer der DDR-Grenzer.[24] Der beschossene Flüchtling namens Bernd Lünser sprang in höchster Not vom Dach eines fünfstöckigen Hauses in die Tiefe, verfehlte das von der West-Berliner Feuerwehr bereitgehaltene Sprungtuch knapp und starb.
- Am 17. April 1963 durchbrach der 19-jährige Wolfgang Engels mit einem gestohlenen Schützenpanzerwagen die Mauer. Vieles spricht dafür, dass die Flucht über die Mauer schließlich nur gelingen konnte, weil ein West-Berliner Polizeibeamter Feuerschutz gab.[25]
- Am 23. Mai 1962 durchschwamm der 14-jährige Schüler Wilfried Tews den Berlin-Spandauer Schifffahrtskanal, um in den Westen zu gelangen. Bis zu acht Grenzsoldaten schossen gezielt auf den im Wasser schwimmenden Jungen. Als er daraufhin leblos im Wasser Richtung Westufer trieb, beschossen sie ihn weiter, da sie „nicht feststellen konnten, ob er täuschte“. Eine Streife der West-Berliner Polizei erwiderte das Feuer der Grenzsoldaten. Dabei trafen den Grenzsoldaten Peter Göring drei Projektile; tödlich war ein Querschläger, der ihn traf, nachdem er seinen Grenzturm verlassen hatte. Ein weiterer Grenzsoldat wurde durch einen Oberschenkeldurchschuss schwer verletzt. Den von acht Schüssen lebensgefährlich getroffenen Jungen rettete die West-Berliner Polizei. Er war zum Invaliden geworden.[26]
- Am 13. September 1964 versuchte der 21-jährige Michael Meyer in der Stallschreiberstraße in Berlin-Mitte die Mauer zu überwinden. Nach Warnschüssen schossen DDR-Grenzsoldaten gezielt und trafen West-Berliner Wohnhäuser; Meyer blieb – von fünf Kugeln schwer verletzt – in unmittelbarer Nähe der Mauer liegen. US-Soldaten und West-Berliner Polizisten gaben Feuerschutz;[27] Volksarmisten besetzten Laufgräben im Todesstreifen und zwei ostdeutsche Schützenpanzerwagen fuhren in Position. Trotzdem gelang es einem Sergeant der US Army, Meyer mit Hilfe von Stricken und einer an die Mauer angelehnten Leiter nach West-Berlin zu ziehen.[28][29]
- Als am 29. August 1966 der angetrunkene West-Berliner Heinz Schmidt den Berlin-Spandauer Schifffahrtskanal in Richtung Ost-Berlin durchschwamm und die Schüsse der DDR-Grenzer auf West-Berliner Gebiet einschlugen, gaben West-Berliner Polizisten keinen Feuerschutz. Schmidt starb, von fünf Kugeln tödlich getroffen. Gegen die Polizisten wurde Strafanzeige wegen unterlassener Hilfeleistung gestellt. Bürgermeister und Innensenator Heinrich Albertz nahm sie in Schutz, weil sie die 150 Meter entfernten Treffer nicht hätten bemerken können.[30]

### Öffentlicher Umgang mit den Todesopfern

#### DDR-Regierung und Presse

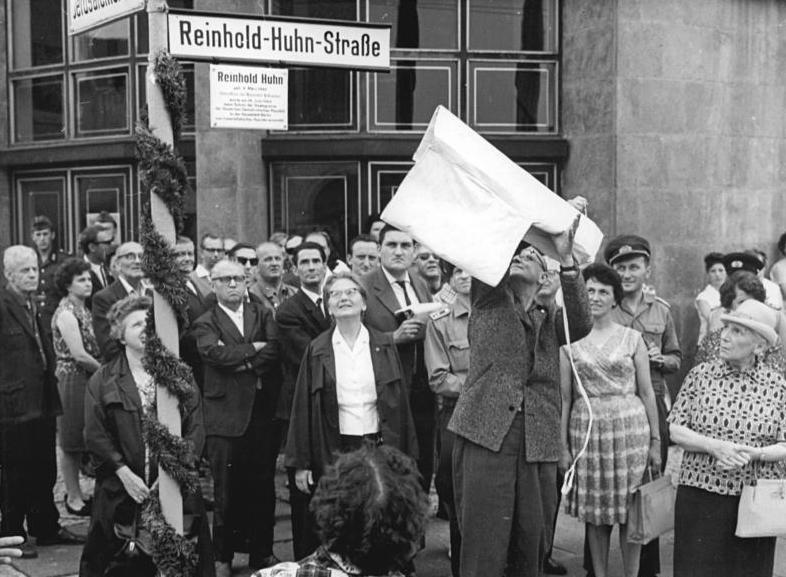
Im August 1966 wurde eine Straße nach dem erschossenen Grenzsoldaten Reinhold Huhn benannt

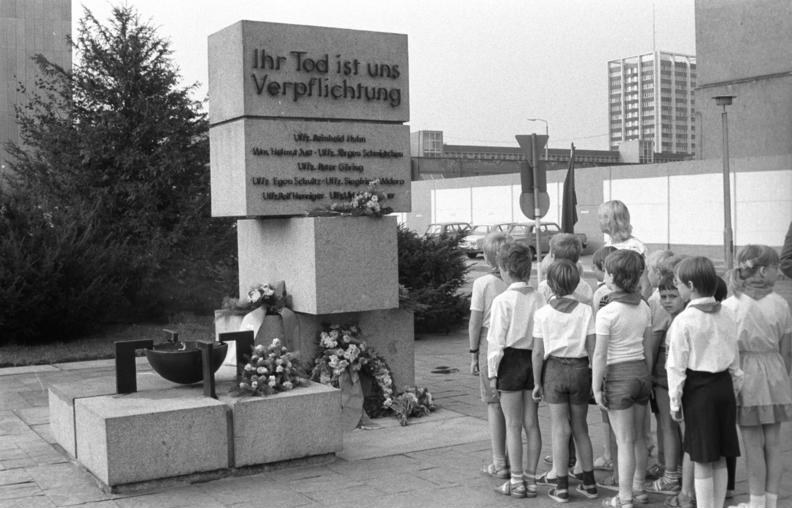
Schüler legen im August 1986 einen Kranz an einer Gedenkstätte für gefallene Grenzsoldaten nieder

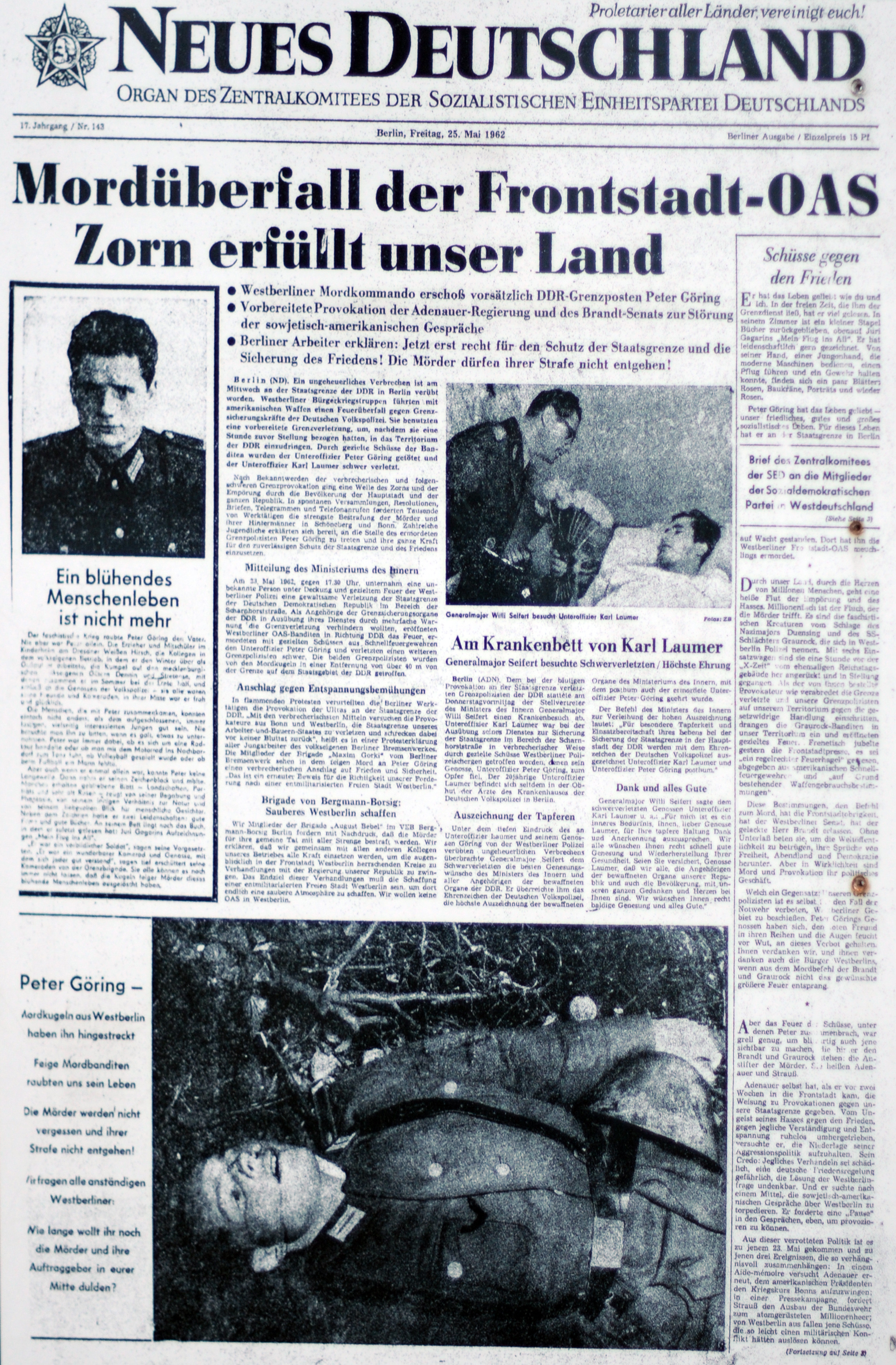
Titelseite Neues Deutschland vom 25. Mai 1962 zu Peter Görings Tod: „Mordüberfall der Frontstadt-OAS“

Offizielle Stellungnahmen zu den Todesfällen an der Mauer, im DDR-Sprachgebrauch als „antifaschistischer Schutzwall“ bezeichnet, und die Beiträge in den staatlich kontrollierten Medien stellten das Handeln der Grenztruppen als legitime Verteidigung der Grenze der DDR dar und diffamierten die Toten. Dabei sollen die Grenztruppen stets vorbildlich vorgegangen sein, als sie die Grenze angeblich vor Angriffen, Verbrechern, feindlichen Agenten und dem Westen schützten. Die Öffentlichkeitsarbeit wandelte sich mit der Zeit. In späteren Jahren versuchten die Behörden möglichst alle Informationen über Tote an der Berliner Mauer zu unterdrücken, insbesondere während Staatsbesuchen oder internationalen Messen. Der Regierung der DDR war bewusst, dass Berichte über Tote an den Grenzsicherungsanlagen das Ansehen der DDR im Inland und Ausland schädigten. Über die Stadtkommandanten der Alliierten wurden die Vorfälle international bekannt.
Die Medien der DDR unterlagen einer strengen Kontrolle durch das MfS und die SED, die mit ihrem Zentralorgan, der Zeitung Neues Deutschland, über die zweitgrößte Tageszeitung der DDR verfügte. Auch im Deutschen Fernsehfunk, dem staatlichen Fernsehsender der DDR, hatte der Staat die Kontrolle über die Inhalte. Seine Medien nutzte der Staat, um die Maueropfer in seinem Sinn darzustellen. Zum Tod Peter Fechters 1962 kommentierte Karl-Eduard von Schnitzler in der Fernsehsendung Der schwarze Kanal: „Das Leben eines jeden Einzelnen unserer tapferen Jungen in Uniform ist uns mehr wert als das Leben eines Gesetzesbrechers. Soll man von unserer Staatsgrenze wegbleiben – dann kann man sich Blut, Tränen und Geschrei sparen.“ Neues Deutschland behauptete, Fechter sei von „Frontstadtbanditen“ in den Selbstmord getrieben worden. Weiterhin behauptete die Zeitung, dass Fechter homosexuell gewesen wäre. Günter Litfin war fälschlich als Homosexueller, Prostituierter und Verbrecher dargestellt. Auch in anderen Fällen stellten die Pressevertreter unwahre Behauptungen auf. Die Berliner Zeitung schrieb 1966 über Eduard Wroblewski, er sei ein Asozialer und als Fremdenlegionär wegen schwerer Verbrechen im Bezirk Halle zur Fahndung ausgeschrieben gewesen. Dies waren aber Anschuldigungen ohne Grundlage.
Im Dienst getötete Grenzsoldaten wurden hingegen unabhängig von den tatsächlichen Umständen ihres Todes zu Helden hochstilisiert. Sie wurden unter großer medialer Aufmerksamkeit in Staatsbegräbnissen beigesetzt. Pioniergruppen nahmen an den zum Teil offenen Särgen Abschied. Verantwortlich für ihren Tod waren stets feindliche Agenten, auch wenn spätere Untersuchungen ergaben, dass sie in etwa der Hälfte der Fälle von eigenen Kameraden versehentlich erschossen wurden. Nach dem Tod von Egon Schultz durch die Waffe eines Kameraden verbreitete das MfS die Nachricht, der Fluchthelfer Christian Zobel sei für den Tod verantwortlich gewesen. Zobel hatte zwar auf Schultz geschossen, aber nicht gesehen, ob er getroffen hatte. Er verstarb bereits vor der Wende, sodass er nichts mehr von der Manipulation erfuhr. Die Propaganda nutzte die Fälle auch, um Fluchthilfegruppen zu diffamieren. Beispielsweise wurde für den Tod von Siegfried Widera die Girrmann-Gruppe (bezeichnet als „Girrmann-Banditen“) verantwortlich gemacht. Diese Gruppe hatte keine Verbindung zu dem Vorfall, verhalf aber mehreren hundert DDR-Bürgern zur Flucht.
Zu Ehren der getöteten Grenzsoldaten wurden Straßen, Schulen, Pioniergruppen und Plätze nach ihnen benannt. In Berlin wurden mehrere Denkmäler und Gedenktafeln aufgestellt. An diesen fanden jährlich Gedenkfeiern statt, an denen sich auch die Freie Deutsche Jugend beteiligte.
Direkte Äußerungen der Staatsführung zu den Schüssen an der Berliner Mauer waren selten. Während der Leipziger Messe gelang es am 5. September 1976 zwei westdeutschen Reportern, Erich Honecker Fragen zu den Mauerschüssen zu stellen. Auf die Frage, ob es möglich sei, auf die Schüsse zu verzichten, antwortete Honecker zunächst ausweichend: „Wissen Sie, ich möchte nicht über die Schüsse sprechen, denn in der Bundesrepublik fallen soviel Schüsse täglich, wöchentlich, monatlich, die möchte ich nicht abzählen.“ Auf die Nachfrage, ob eine Einigung mit der BRD über einen Verzicht auf die Schüsse möglich sei, stellte Honecker fest: „Das Wichtigste ist, man darf an der Grenze nicht provozieren, und wenn man an der Grenze nicht provoziert, dann wird es ganz normal sein. Es war lange Zeit normal, und es wird auch in Zukunft so sein.“

#### West-Berliner Senat und Presse
Vertreter des Abgeordnetenhauses und der Regierende Bürgermeister veröffentlichten bei Todesfällen Stellungnahmen, die ihre Empörung über die Toten, die Mauer und die Zustände in der DDR ausdrückten. Der West-Berliner Senat ersuchte in einigen Fällen den jeweils zuständigen amerikanischen, britischen oder französischen Stadtkommandanten, Protest bei den sowjetischen Stellen einzulegen. Bis Ende der 1960er-Jahre verwendeten West-Berliner Politiker den Begriff „Schandmauer“ oder „Mauer der Schande“ als Bezeichnung für die Mauer.
Die Volksvertreter übernahmen gegenüber der Presse auch falsch dargestellte Vorkommnisse und stellten Organe der DDR als verantwortlich dar. Nachdem Rudolf Müller den Grenzsoldaten Reinhold Huhn erschossen hatte und durch einen selbst gegrabenen Tunnel in den Westen geflohen war, gab Egon Bahr, damals Senatssprecher, bekannt, Müller hätte Huhn nur einen „Uppercut versetzt“.
Auch die westliche Presse übernahm Müllers falsche Darstellung und titelte „Schießwütige Vopos töteten eigenen Posten“. In anderen Fällen veröffentlichte die Presse, insbesondere das Boulevard-Segment, Berichte in drastischer Sprache, in denen sie die Mauer und die Verantwortlichen anklagten. So titelte die Boulevard-Zeitung B.Z. nach Günter Litfins Tod: „Ulbrichts Menschenjäger wurden zu Mördern!“ Die Frankfurter Allgemeine Zeitung schrieb von der „brutale[n] Kaltblütigkeit“ der Grenzer.

#### Bundesrepublik Deutschland
Die Bundespolitik nahm anfänglich regelmäßig Stellung zu Todesfällen an der Mauer. Bei der Rede zum Tag der Deutschen Einheit 1962 verurteilte Konrad Adenauer die Schüsse an der Mauer und nannte Namen von Mauertoten. Im Zuge der Neuen Ostpolitik des Kabinetts von Bundeskanzler Willy Brandt, der von 1957 bis 1966 Regierender Bürgermeister von Berlin war, änderte sich ab 1969 das Verhalten auf Bundesebene. Es zeigte sich eine größere sprachliche Zurückhaltung in Stellungnahmen zur Berliner Mauer und zu den Mauertoten, um die Annäherung an die DDR nicht zu gefährden. Die bundesdeutsche Regierung sah die Mauertoten als belastend für die innerdeutschen Beziehungen an. Es gab Forderungen, die Zentrale Erfassungsstelle der Landesjustizverwaltungen in Salzgitter, die im November 1961 eingerichtet worden war, um bekannte Verbrechen in der DDR zu erfassen, abzuschaffen, um die innerdeutschen Beziehungen zu verbessern.
Auch nach einer Protestwelle nach mehreren natürlichen Todesfällen bei Grenzkontrollen 1983 blieben die offiziellen Stellungnahmen der Bundesregierung meist zurückhaltend, während in Verhandlungen mit der DDR hinter verschlossenen Türen eindeutige Forderungen gestellt wurden. Im Juni 1983 äußerte sich Bundeskanzler Helmut Kohl zu den Fällen:

„Der Tod von zwei Menschen hat uns alle tief betroffen gemacht. Er hat die Probleme harter Grenzkontrollen erneut in das Bewußtsein der Öffentlichkeit gerückt.“

### Juristische Aufarbeitung

#### Während der deutschen Teilung
Während der deutschen Teilung blieben Grenzsoldaten der DDR juristisch unbehelligt. Sie hatten ihren Dienst im Sinne der DDR-Regierung und der Justiz vollzogen. Auf westlicher Seite nahmen die Staatsanwaltschaft Berlin und die Zentrale Erfassungsstelle in Salzgitter Ermittlungen auf, die sich aber meist gegen unbekannte Personen in der DDR richteten und während der deutschen Teilung nicht verfolgt werden konnten. Eine Zusammenarbeit zwischen den Behörden beider deutscher Staaten bis hin zu Auslieferungen bestand nicht. Vereinzelt gab es Verfahren gegen Täter, die in den Westen flohen. Wegen des Tods des Grenzsoldaten Ulrich Steinhauer gab es 1981 einen Prozess gegen den fahnenflüchtigen Schützen, der unter Anwendung des Jugendstrafrechts mit einer Freiheitsstrafe von sechs Jahren endete. Gegen Rudolf Müller, der 1962 den Grenzsoldaten Reinhold Huhn erschoss, als er seine Familie durch einen Tunnel aus der DDR holte, wurde erst nach dem Mauerfall Anklage erhoben. Nach der Aussage Müllers war ein anderer Grenzsoldat für den Tod verantwortlich.

#### Nach dem Ende der DDR

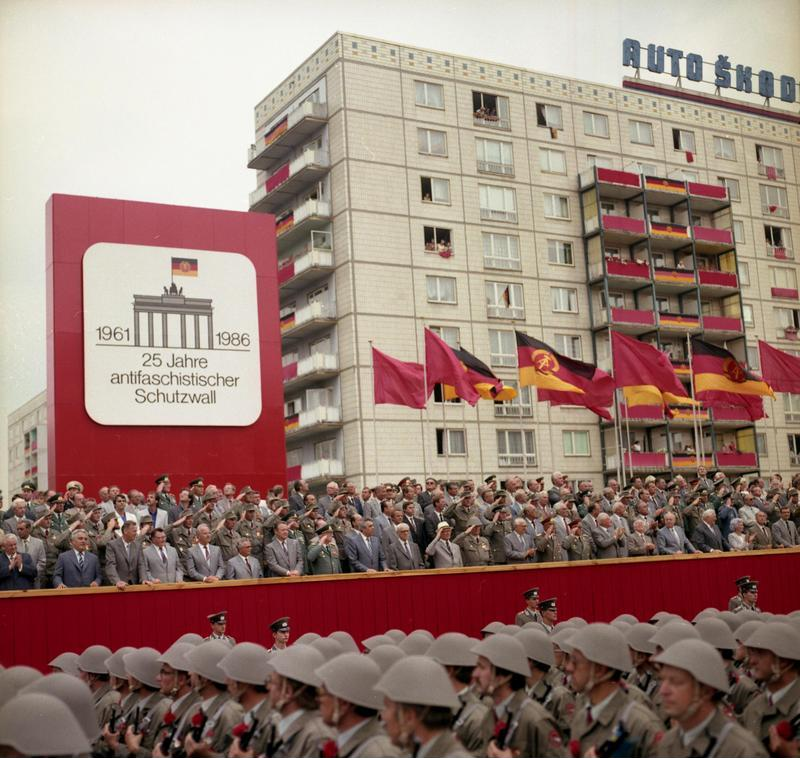
Die Partei- und Staatsführung der DDR, darunter Honecker, Mielke, Krenz und Stoph, bei der Parade zum 25. Jahrestag des „antifaschistischen Schutzwalls“

Die juristische Aufarbeitung der Mauerschüsse fand nach der deutschen Wiedervereinigung in den „Politbüro“- und „Mauerschützenprozessen“ statt und wurde im Herbst 2004 abgeschlossen. Zu den angeklagten Verantwortlichen gehörten unter anderem der Staatsratsvorsitzende Erich Honecker, sein Nachfolger Egon Krenz, die Mitglieder des Nationalen Verteidigungsrates Erich Mielke, Willi Stoph, Heinz Keßler, Fritz Streletz und Hans Albrecht, der SED-Bezirkschef von Suhl sowie einige Generäle wie der Chef der Grenztruppen (1979–1990), Generaloberst Klaus-Dieter Baumgarten.
Das Rückwirkungsverbot, Art. 103 Abs. 2 GG, wurde durch einen Beschluss des Bundesverfassungsgerichts vom 24. Oktober 1996 (2 BvR 1851/94) eingeschränkt für den Fall, dass von staatlicher Seite die von der Völkerrechtsgemeinschaft allgemein anerkannten Menschenrechte in schwerwiegender Weise missachtet wurden. Diese Entscheidung ermöglichte die Prozesse gegen die mutmaßlichen Mauerschützen. In 112 Verfahren mussten sich 246 Personen vor dem Landgericht Berlin als Schützen oder Tatbeteiligte verantworten. Für etwa die Hälfte der Angeklagten endeten die Verfahren mit einem Freispruch. Insgesamt 132 Angeklagte verurteilte das Gericht zu Freiheits- oder Bewährungsstrafen. Darunter waren 10 Mitglieder der SED-Führung, 42 führende Militärs und 80 ehemalige Grenzsoldaten in Mannschaftsdienstgraden. Vor dem Landgericht Neuruppin waren 19 Verfahren mit 31 Angeklagten anhängig, die für 19 Todesschützen mit Bewährungsstrafen endeten. Für den juristisch als Mord bewerteten Tod von Walter Kittel wurde der Mörder mit der längsten Freiheitsstrafe von 10 Jahren belegt. Im Allgemeinen bekamen die Todesschützen Strafen zwischen 6 und 24 Monaten auf Bewährung während die Befehlshabenden mit zunehmender Verantwortung höhere Strafen bekamen.
Im August 2004 wurden Hans-Joachim Böhme und Werner Lorenz vom Landgericht Berlin als ehemalige Politbüro-Mitglieder zu Bewährungsstrafen verurteilt. Der letzte Prozess gegen DDR-Grenzsoldaten ging am 9. November 2004 – genau 15 Jahre nach dem Fall der Mauer – mit einem Schuldspruch zu Ende.

### Politische Bewertung nach der Deutschen Wiedervereinigung
Nach der Wiedervereinigung nahm der Vorstand der Partei des Demokratischen Sozialismus (PDS), Rechtsnachfolgerin der SED, zum 40. Jahrestag des Mauerbaus 2001 Stellung zu den Todesfällen und erklärte: „Es gibt keine Rechtfertigung für die Toten an der Mauer.“ Durch den Zusammenschluss der PDS mit der WASG entstand 2007 die Partei Die Linke. Die Linke äußert sich zu den Mauertoten wie folgt: „Die Schüsse an der Mauer auf eigene Bürgerinnen und Bürger, die ihren Staat verlassen wollten, stellen eine Verletzung elementarer Menschenrechte dar und sind durch nichts zu rechtfertigen.“

## Forschungsstand

### Datensammlung während der deutschen Teilung
Verschiedene Behörden in West-Berlin und der Bundesrepublik sammelten während der deutschen Teilung Erkenntnisse über Personen, die an der innerdeutschen und der Grenze zu West-Berlin ums Leben kamen. Bei der West-Berliner Polizei war die Staatsschutzabteilung für die Registrierung bekannter Vorfälle zuständig. Die Aufzeichnungen unterscheiden zwischen Personen, die an der Außengrenze West-Berlins ums Leben kamen (80 Fälle), unklaren Fällen (darunter 5 mögliche Maueropfer) und erschossenen Grenzsoldaten (7 Fälle). Eine weitere staatliche Stelle war die Zentrale Erfassungsstelle der Landesjustizverwaltungen in Salzgitter, die auch beauftragt war, Hinweise auf vollendete oder versuchte Tötungshandlungen in der DDR zu sammeln. 1991 veröffentlichte sie den „Salzgitter-Report“ mit den Namen von 78 Todesopfern. Die Daten galten als vorläufig, weil die Erfassungsstelle keinen Zugang zu Archiven der DDR hatte. Beide Stellen listeten hauptsächlich Vorfälle, die von West-Berlin aus beobachtet werden konnten oder von denen entweder Flüchtlinge oder übergelaufene Grenzsoldaten berichteten.

### Untersuchungen nach dem Ende der DDR
Mit der deutschen Wiedervereinigung begannen verschiedene Organisationen und Einzelpersonen die Geschichte der Maueropfer zu erforschen. Darunter waren sowohl staatliche Stellen wie die Zentrale Ermittlungsgruppe für Regierungs- und Vereinigungskriminalität (ZERV) als auch wissenschaftliche Projekte und verschiedene Buchautoren. Die ZERV glich die Daten der Zentralen Erfassungsstelle in Salzgitter mit Funden in DDR-Archiven ab und erfasste 2000 insgesamt 122 Verdachtsfälle der Tötung durch Organe der DDR an der Grenze zu West-Berlin. Diese Liste war eine Vorermittlung für die Staatsanwaltschaften in Berlin und Neuruppin, die sich anschließend mit der juristischen Aufarbeitung befassten. Zwei andere Projekte, das der Arbeitsgemeinschaft 13. August und des Zentrums für Zeithistorische Forschung, erlangten besondere öffentliche Aufmerksamkeit.
| Veröffentlichung | Opferanzahl |
| ---------------- | ----------- |
| 2006             | 262         |
| 2007             | 231         |
| 2008             | 222         |
| 2009             | 245         |
| 2011             | 455         |

Die Arbeitsgemeinschaft 13. August sammelt Informationen über Opfer an allen Außengrenzen der DDR einschließlich der Ostsee. An dem Projekt nehmen keine professionellen Historiker teil. Die von der Arbeitsgemeinschaft als vorläufig bezeichneten Ergebnisse werden jährlich auf Pressekonferenzen am 13. August vorgestellt. In die Listen werden immer wieder neue Fälle aufgenommen und alte gestrichen.
Am Zentrum für Zeithistorische Forschung (ZZF) in Potsdam leiteten Hans-Hermann Hertle und Maria Nooke von Oktober 2005 bis Dezember 2007 ein öffentlich gefördertes Forschungsprojekt. Das Ziel war die Ermittlung der genauen Zahl der Maueropfer und die öffentlich zugängliche Dokumentation der Geschichten der Opfer. Gefördert wurde das Projekt von der Bundeszentrale für politische Bildung, dem Deutschlandradio und dem Beauftragten der Bundesregierung für Kultur und Medien. Die Ergebnisse des Projekts werden im Internet unter www.chronik-der-mauer.de und in dem 2009 erschienenen Buch Todesopfer an der Berliner Mauer veröffentlicht. Beschrieben sind jeweils die Biografie der Opfer, ihre Todesumstände und die verwendeten Quellen.
In der Bilanz des Projekts vom 7. August 2008 wurde dargelegt, dass von den 575 überprüften Fällen 136 die vom ZZF entwickelten Kriterien eines Maueropfers erfüllen. Weiterhin wurden 251 Fälle identifiziert, bei denen Menschen im Umfeld von Kontrollen an Grenzübergängen in Berlin starben. Die Untersuchung der natürlichen Todesfälle ist noch nicht systematisch abgeschlossen. Von den Berichten der Transportpolizei ist etwa ein Drittel nicht mehr vorhanden, vor allem aus den 1970ern fehlen ganze Jahrgänge. Die alternative Auswertung sämtlicher Tagesberichte der Grenztruppen zum Geschehen an allen überwachten Bereichen war aus wirtschaftlichen Gründen nicht möglich.

### Kontroverse um die Opferzahlen
| Organisation                          | Stand | Tote |
| ------------------------------------- | ----- | ---- |
| Polizeipräsident in Berlin            | 1990  | 92   |
| Zentrale Erfassungsstelle Salzgitter  | 1991  | 78   |
| ZERV                                  | 2000  | 122  |
| Arbeitsgemeinschaft 13. August        | 2009  | 245  |
| Zentrum für Zeithistorische Forschung | 2013  | 138  |

Die genauen Opferzahlen sind nicht bekannt. Angaben der verschiedenen Untersuchungen widersprechen sich zum Teil, sind aber nicht immer vergleichbar, weil unterschiedliche Definitionen der zu erfassenden Fälle angewandt werden. Zudem veröffentlichen nicht alle Organisationen regelmäßig ihre Zahlen oder haben ihre Untersuchungen mit einem vorläufigen Stand beendet.
Zwischen den beiden Projekten der Arbeitsgemeinschaft 13. August und Hans-Hermann Hertle (ZZF) besteht eine öffentlich ausgetragene Kontroverse, in deren Mittelpunkt die Anzahl der Maueropfer steht. Diese liegt bei der Arbeitsgemeinschaft höher als beim ZZF. Die Publikationen der Arbeitsgemeinschaft schließen nach Hertle auch Opfer ein, bei denen ein Zusammenhang mit dem Grenzregime nicht sicher nachgewiesen ist. Gegen das Projekt des ZZF erhebt Alexandra Hildebrandt von der Arbeitsgemeinschaft seit der Zwischenbilanz des Projekts im August 2006 den Vorwurf, die Zahl der Opfer für ein positiveres Bild der DDR absichtlich kleinzurechnen. Grund sei die Zuteilung von Forschungsgeldern durch den Berliner Senat, der während des ZZF-Projekts von einer Koalition aus SPD und Die Linke geführt wurde.
2008 gab die Arbeitsgemeinschaft 13. August bekannt, dass nach 1961 insgesamt 222 Menschen infolge der Berliner Mauer starben. Hertle bezweifelte diese Angaben, da einige der als tot gelisteten Personen ihre Flucht nachweislich überlebten. 2006 seien auf der Liste 36 überlebende Personen gewesen. Außerdem enthalte die Liste einzelne Opfer doppelt. Hans-Hermann Hertle bewertet die Opferliste der Arbeitsgemeinschaft 13. August als „eine umfangreiche Aufstellung von Verdachtsfällen“, die einen „wissenschaftlich überprüfbaren Maßstab verfehlt“. Berlins regierender Bürgermeister Klaus Wowereit kommentierte den Streit am 13. August 2009 mit „Jeder einzelne Tote war zu viel.“
2009 gab Hildebrandt die Anzahl der Mauertoten mit 245 an. Sie zählte dabei auch ungeklärte Leichenfunde in Grenzgewässern und Angehörige der Grenztruppen mit, die Suizid begingen. Nach ihrer Argumentation war ein DDR-Offizier, der Selbstmord beging, das erste Maueropfer und nicht Ida Siekmann. Weiterhin unterscheiden sich die Erkenntnisse von Hertle und Hildebrandt hinsichtlich der Personen, die während einer Grenzkontrolle eines natürlichen Todes starben. Hertle, der Zugang zu den unvollständigen Akten der Transportpolizei hatte, zählt 251 dieser Fälle, während Hildebrandt auf 38 kommt.

### Gedenkstätten

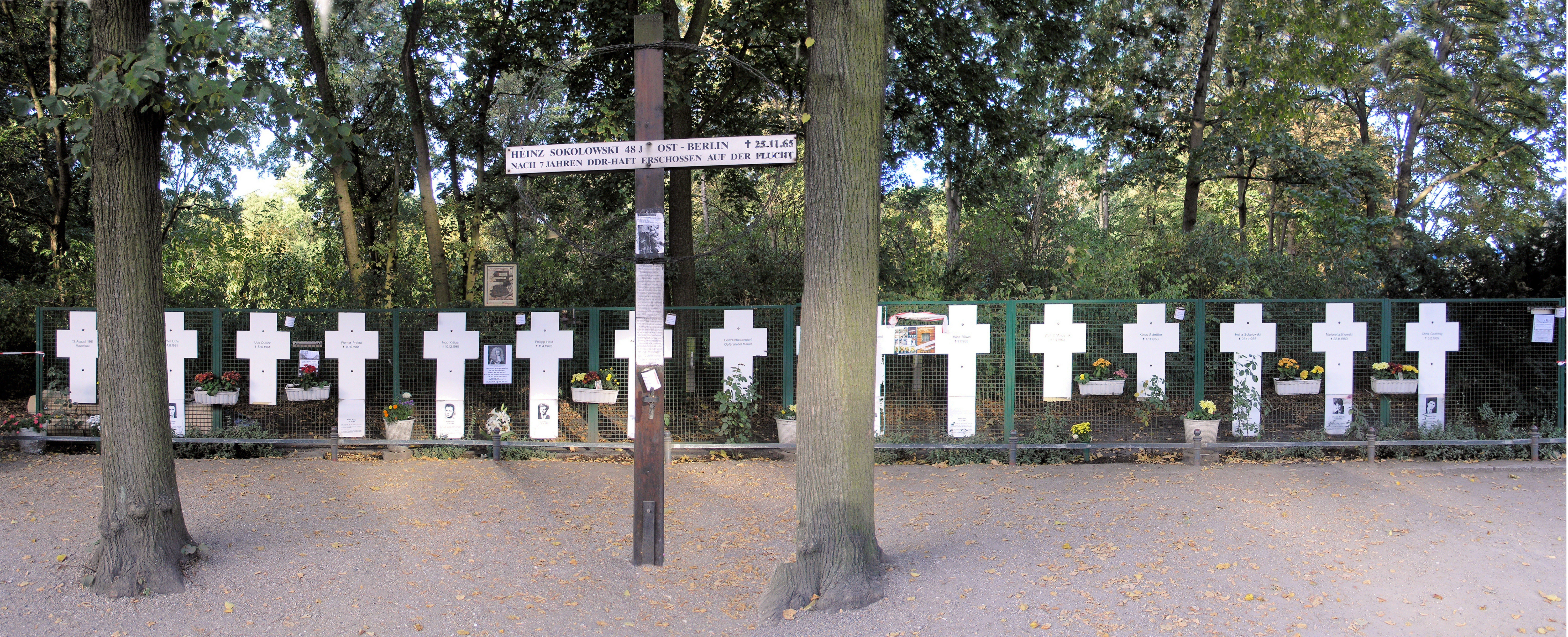
Die Weißen Kreuze an der Ebert- Ecke Scheidemannstraße
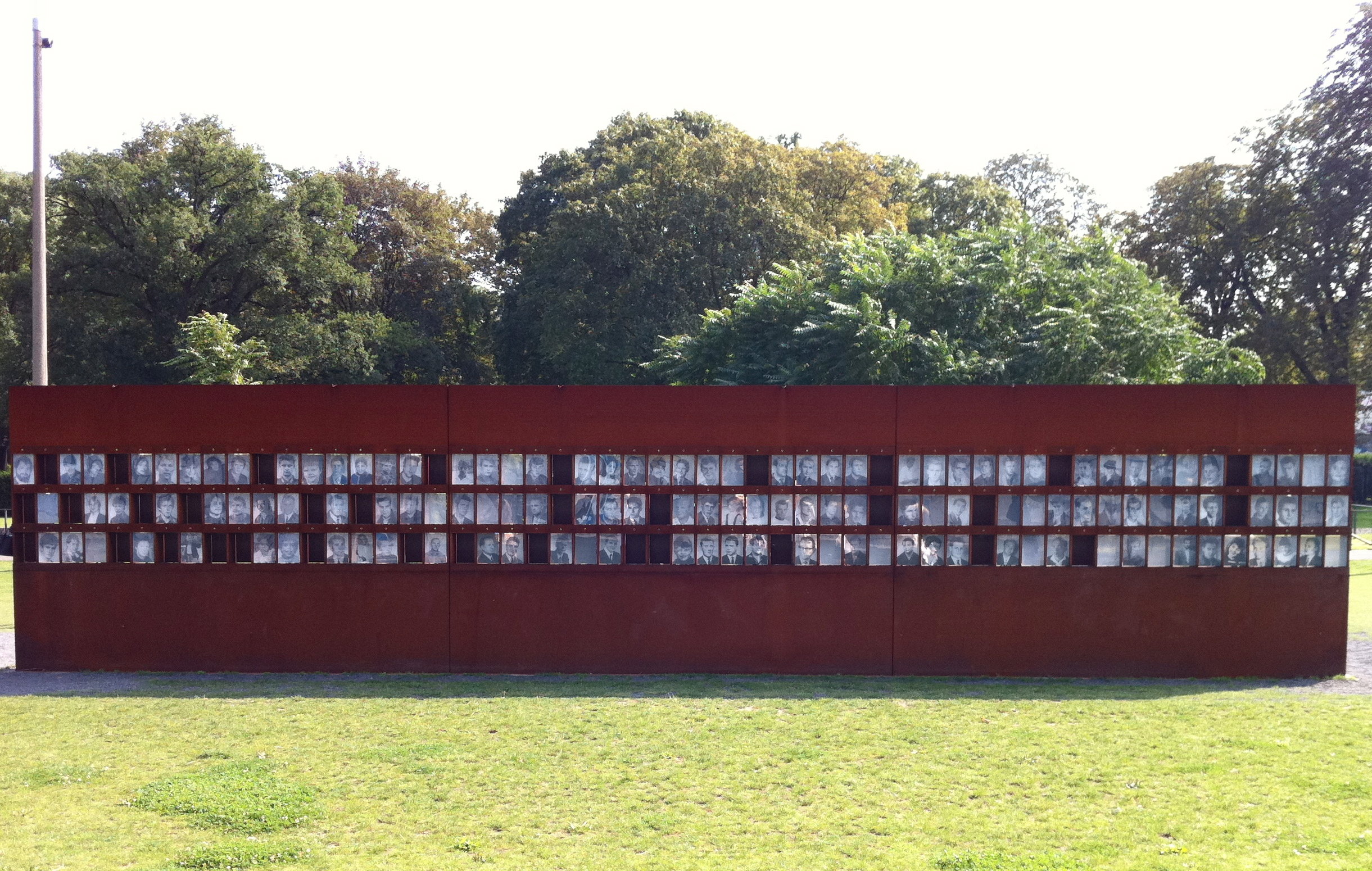
Das Fenster des Gedenkens in der Gedenkstätte Berliner Mauer zeigt Fotos der Mauertoten
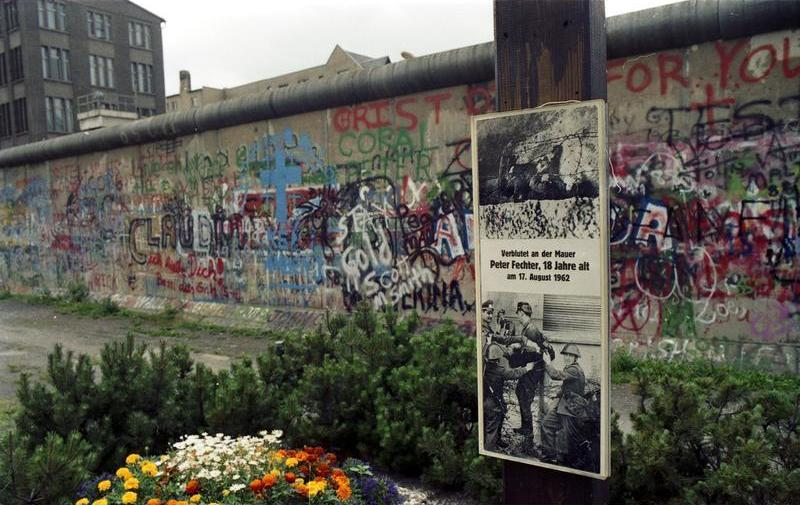
Das Denkmal für Peter Fechter 1988
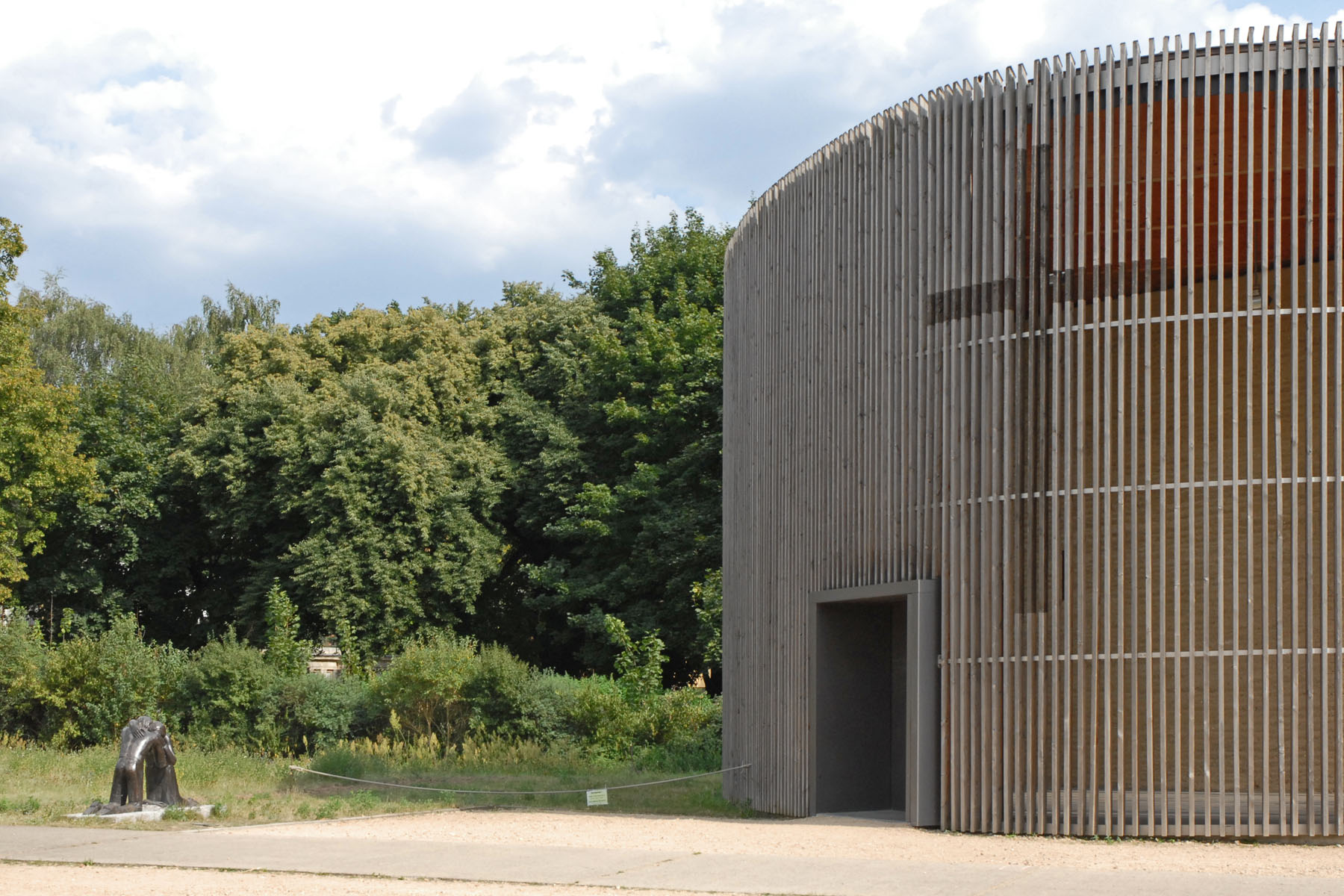
Die Kapelle der Versöhnung ist Teil der Gedenkstätte Berliner Mauer
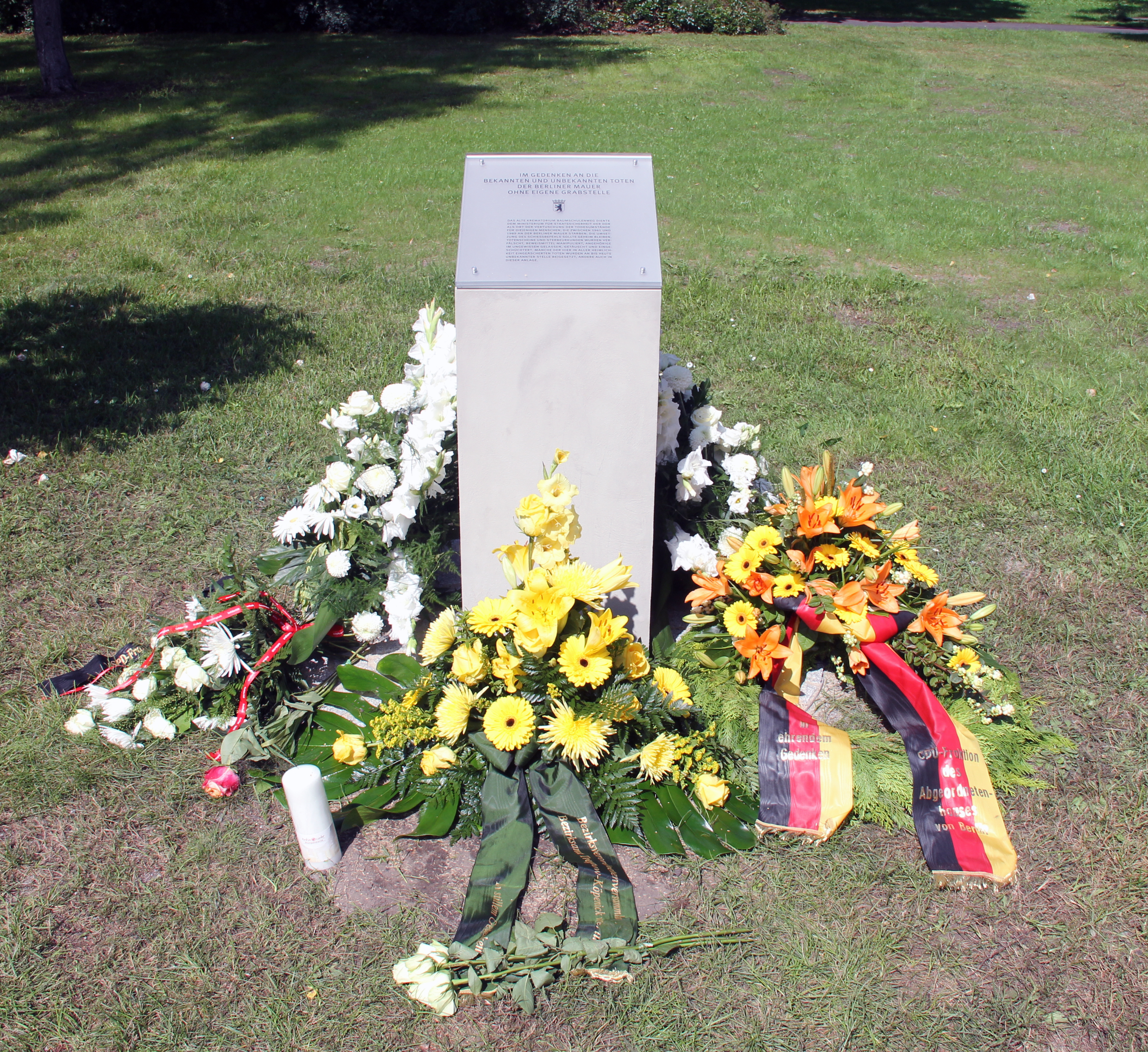
Gedenktafel für Maueropfer ohne eigene Grabstelle, in Berlin-Baumschulenweg
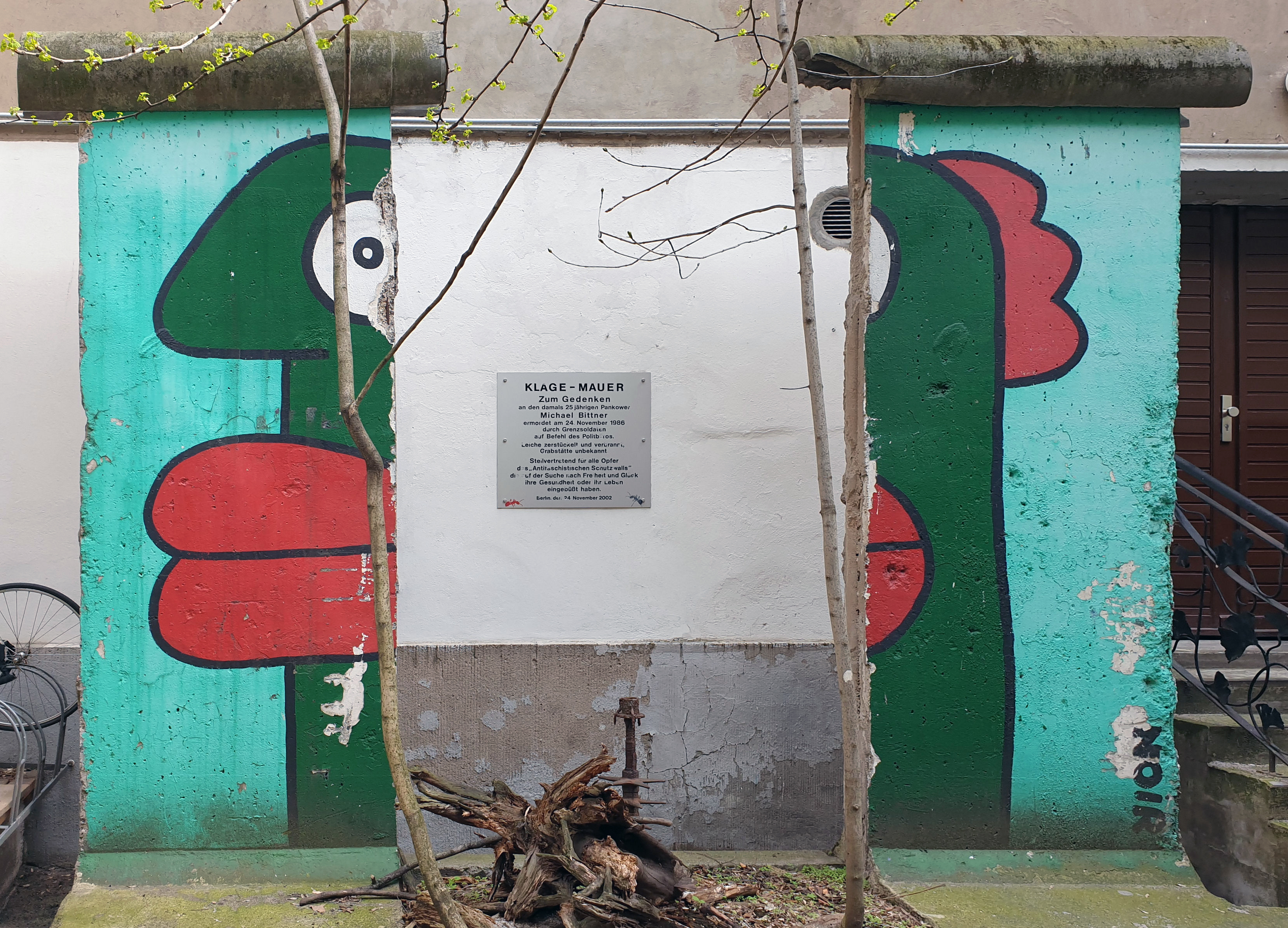
Klagemauer für die Maueropfer in Berlin-Mitte